# Erinnyis pallida
The Pallid Sphinx (Erinnyis pallida) là một loài bướm đêm thuộc họ Sphingidae. Loài này có ở Cuba.
Sải cánh khoảng 56–65 mm. Cá thể trưởng thành có lẽ mọc cánh quanh năm và có thể feed on the nectar of various flowers, bao gồm Saponaria officinalis và Asystasia gangetica.
Ấu trùng có lẽ ăn các loài Apocynaceae như Rauvolfia ligustrina, Rauvolfia tetraphylla, Stemmadenia obovata, Philibertia, Cynanchum, as well as Asclepiadaceae và Caricaceae species (như Carica papaya).

## Hình ảnh

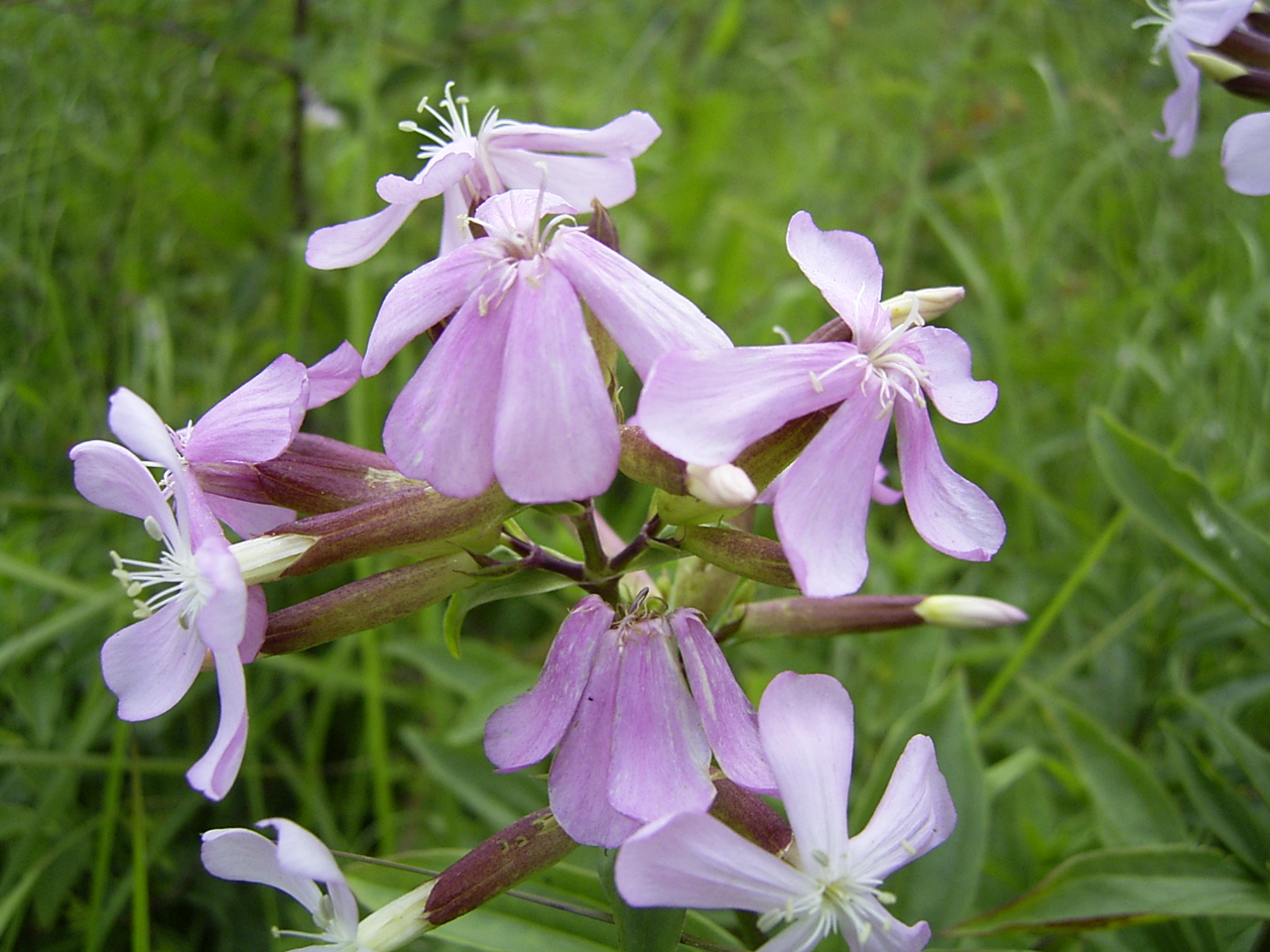
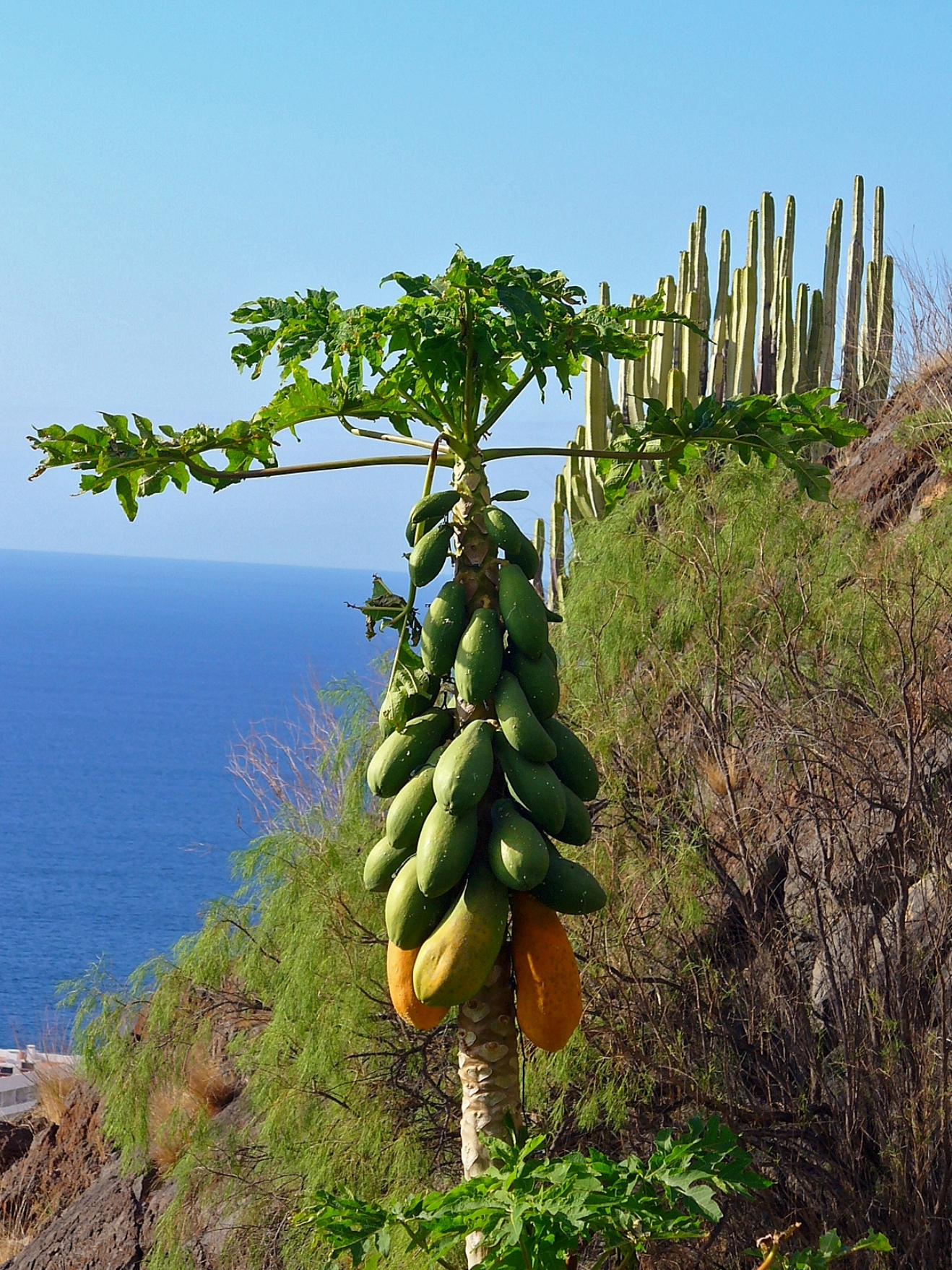